# Balistično padalo
Balistično padalo, (ang. ballistic parachute) je vrsta padala, ki se odpre s pomočjo majhnega eksplozivnega naboja. Prednost pred konvencionalnimi padali je, da se hitreje odpre, kar je zaželeno v nevarnih situacijah. 
Najdemo jih na majhnih in ultralahkih letalih, jadralnih letalih in drugih zrakoplovih. Uporablja se ko pride do okvare zrakoplova, npr. izguba motorja ali krmilnega sistema, in normalen pristanek ni mogoč oziroma ni na voljo ustreznega terena. Balistično padalo upočasni padanje zrakoplova in poveča možnosti preživetja. V nekaterih primerih so zrakoplovi po pristanku le malo poškodovani in se lahko vrnejo v uporabo.
Leta je Comco Ikarus razvil FRS sistem za njegove ultralahke zrakoplove in jadralne zmaje. Cirrus SR20, razvit leta 1995, ima balistično padalo kot standardno opremo. Na ultralahkih letalih, kot je npr. Pipistrel Virus je balistično padalo opcija. Pri Cirussu ima težo okrog 45 kg, pri Virusu pa okrog 20 kg.